# Megaselia tetraseta
Megaselia tetraseta är en tvåvingeart som beskrevs av Ronald Henry Lambert Disney 2007. Megaselia tetraseta ingår i släktet Megaselia och familjen puckelflugor.
Artens utbredningsområde är Panama. Inga underarter finns listade i Catalogue of Life.